# 에코마케팅
에코마케팅(영어: Echo Marketing Co. Ltd.)은 대한민국의 광고 대행사 기업이다. 애슬레저 전문브랜드 업체 안다르, 전자상거래업체인 데일리앤코 등을 자회사로 두고 있다

## 상장
2016년 8월 8일 코스닥에 상장하였다

## 참고문헌
1. ↑  에코마케팅, 김철웅 대표 매도 소식에 주가↓, 딜사이트, 2023-08-21
2. ↑  에코마케팅, 3분기 영업익 142억원… 22% 줄었지만 안다르는 날았다, 브랜드브리프, 2023-11-10
3. ↑  이미정, 에코마케팅, 호실적에도 고민 깊은 이유, 시사위크, 2022-12-16
4. ↑  에코마케팅, 메타 퍼스트 어워즈 ‘솔루션 히어로’ 수상, 아시아 투데이, 2023-12-08
5. ↑  주가 3분의 1토막 에코마케팅 대표 "연내 주식 안 팔겠다", 한국경제, 2023-09-04